# منظمة التأمين الصحي في قبرص
منظمة التأمين الصحي في قبرص هي وكالة حكومية تدير نظام الرعاية الصحية في قبرص . وهي تدير ميزانية قدرها مليار يورو تدفع تكاليف نظام جيسي "Gesy" (نظام الصحة العامة في قبرص).
وهي تتفاوض مع الجمعية الطبية القبرصية . 
تم انتقاده من قبل المراجعة الرسمية في عام 2018 التي قالت إن "تنفيذ المشاريع المهمة الضرورية لتنفيذ جيسي مثل إعادة تنظيم/استقلال المستشفيات الحكومية، والتي كان ينبغي التعامل معها على سبيل الأولوية، قد تأخر كثيرًا". ولم يتم وضع معايير لاختيار المراكز الخارجية التي سيتم إرسال المرضى إليها لتلقي علاجات غير متوفرة في جزيرة قبرص . تم إرسال معظم المرضى إلى المملكة المتحدة وألمانيا واليونان وإسرائيل ولكن الترتيبات المالية لم تكن مرضية. وفي عام 2016، تم إرسال 276 مريضًا إلى ألمانيا بتكلفة حوالي 5.2 مليون يورو، و426 إلى اليونان بتكلفة حوالي 3 ملايين يورو. 
ويحظر القانون على الأطباء الخاصين علاج مرضى جيسي في المستشفيات المتعاقدة مع المنظمة، رغم أنها غضت الطرف منذ عام 2020 عن هذه الممارسة غير القانونية. يُزعم أنها ليست مسؤولة أمام أحد لأن الجميع يدعمون جيسي وينسبون الفضل إلى المنظمة في عملها، وأن المستشفيات الخاصة خارج جيسي تتعرض لضغوط من هذا الاحتكار القوي، حتى تضطر أيضًا إلى الانضمام.